# Умаров, Ислам Султанович
Ислам Султанович Умаров (1934, Ташкент, Узбекская ССР, СССР — 9 октября 2001, Узбекистан) — советский узбекский хозяйственный, государственный и партийный деятель.

## Биография
Ислам Султанович Умаров родился в 1934 году в Ташкенте в семье рабочего. Трудовую деятельность начал в 1956 году после окончания Московской ветеринарной академии. Был ветврачом совхоза Гузар, Гузарского района Кашкадарьинской области, а по своей специальности работал около десяти лет. В 1963 году вступил в ряды Коммунистической партии Советского Союза.
В 1974 в Самаркандском сельскохозяйственном институте имени В. В. Куйбышева защитил диссертацию на соискание учёной степени кандидата ветеринарных наук. Тема диссертации: «Пироплазмидозы крупного рогатого скота в Голодной степи Узбекской ССР и меры борьбы с ними: эпизоотология, терапия и профилактика».
С 1965 года находится на руководящей партийной и хозяйственной работе: был директором Сырдарьинского областного треста совхозов, заведующим сельскохозяйственным отделом, затем секретарем Сырдарьинского обкома партии, заместителем министра сельского хозяйства Узбекской ССР, избирался секретарем Джизакского обкома партии. В апреле 1985 года он избран первым секретарем Джизакского обкома партии.
На XXI съезде Компартии Узбекистана избран членом ЦК Компартии Узбекистана.
Делегат XXVII съезда КПСС.
Жил в Узбекистане. Умер 9 октября 2001.

## Семья
Супруга — Пулат-ой Юнусовна Умарова, сын — Тахир. 

## Награды
Награждён орденами Октябрьской Революции, Трудового Красного Знамени, Дружбы народов, «Знак Почета», двумя медалями. В 1984 году ему присвоено почетное звание «Заслуженный работник сельского хозяйства Узбекской ССР».